# Ctenomys torquatus
Ctenomys torquatus is een zoogdier uit de familie van de kamratten (Ctenomyidae). De wetenschappelijke naam van de soort werd voor het eerst geldig gepubliceerd door Lichtenstein in 1830.

## Voorkomen
De soort komt voor in Brazilië en Uruguay.